# 中国驻刚果共和国大使列表
本列表为中華民國和中華人民共和國驻刚果共和国历任大使名录。

## 历任中国驻刚果共和国大使

### 中华民国驻刚果共和国大使（1960年－1964年）
1960年9月10日，中华民国与刚果共和国建交并设置驻刚果大使馆。1964年4月17日与之断交。
| 姓名   | 任命          | 到任          | 递交国书     | 免职 | 离任          | 外交衔级 | 外交职务     | 备注     | 备注 |
| ------ | ------------- | ------------- | ------------ | ---- | ------------- | -------- | ------------ | -------- | ---- |
| 陈泽溎 | 1960年9月30日 | 1960年9月30日 |              |      | 1961年7月24日 | 参事     | 临时代办     | 筹备开馆 |      |
| 沈锜   | 1961年6月22日 | 1961年7月24日 | 1961年8月1日 |      | 1964年4月20日 | 大使     | 特命全权大使 |          |      |

### 中华人民共和国驻刚果共和国大使（1964年至今）
1964年2月22日，中华人民共和国与刚果共和国建交，并开始派遣驻刚果（布）大使。
| 姓名   | 任命           | 任命           | 到任           | 递交国书       | 免职           | 免职           | 离任           | 外交衔级 | 外交职务     | 备注           |
| 姓名   | 全国人大常委会 | 主席           | 到任           | 递交国书       | 全国人大常委会 | 主席           | 离任           | 外交衔级 | 外交职务     | 备注           |
| ------ | -------------- | -------------- | -------------- | -------------- | -------------- | -------------- | -------------- | -------- | ------------ | -------------- |
| 甘迈   | 不適用         | 不適用         | 1964年4月10日  |                | 不適用         | 不適用         | 1964年6月8日   | 参赞     | 临时代办     | 筹备开馆       |
| 周秋野 | 1964年3月30日  | 1964年5月16日  | 1964年6月8日   | 1964年6月12日  | 不適用         | 不適用         | 1967年1月      | 大使     | 特命全权大使 |                |
| 李琛光 | 不適用         | 不適用         | 1967年1月      | 不適用         | 不適用         | 不適用         | 1969年7月      | 参赞     | 临时代办     |                |
| 王雨田 | 不適用         | 不適用         | 1969年7月8日   | 1969年7月12日  | 不適用         | 不適用         | 1972年12月22日 | 大使     | 特命全权大使 |                |
| 吕志先 | 不適用         | 不適用         | 1973年4月6日   | 1973年4月14日  | 1976年12月2日  | 不適用         | 1976年5月31日  | 大使     | 特命全权大使 |                |
| 李连璧 | 1976年12月2日  | 不適用         | 1976年8月      | 1976年9月22日  | 1981年3月6日   | 不適用         | 1980年7月      | 大使     | 特命全权大使 |                |
| 胡叔度 | 1981年5月16日  | 不適用         | 1981年8月      | 1981年8月12日  | 1983年9月2日   | 1984年4月4日   | 1983年10月20日 | 大使     | 特命全权大使 |                |
| 杜易   | 1983年9月2日   | 1984年4月4日   | 1984年1月13日  | 1984年1月28日  | 1988年1月21日  | 1988年4月19日  | 1988年3月      | 大使     | 特命全权大使 |                |
| 吴顺豫 | 1988年1月21日  | 1988年5月12日  | 1988年5月      | 1988年6月18日  | 1992年2月25日  | 1992年5月20日  | 1992年4月      | 大使     | 特命全权大使 |                |
| 叶弘良 | 1992年2月25日  | 1992年5月20日  | 1992年5月      | 1992年6月6日   | 1996年3月1日   | 1996年9月24日  | 1996年6月      | 大使     | 特命全权大使 |                |
| 曲阜君 | 1996年3月1日   | 1996年9月24日  | 1996年8月      | 1996年8月10日  | 2001年4月28日  | 2001年11月28日 | 2001年10月     | 大使     | 特命全权大使 |                |
| 袁国厚 | 2001年4月28日  | 2001年11月28日 | 2001年10月     | 2001年11月23日 | 2003年4月26日  | 2003年9月28日  | 2003年9月      | 大使     | 特命全权大使 |                |
| 沃瑞棣 | 2003年4月26日  | 2003年9月28日  | 2003年9月      | 2003年9月22日  | 2007年8月30日  | 2007年12月6日  | 2007年11月     | 大使     | 特命全权大使 |                |
| 李树立 | 2007年8月30日  | 2007年12月6日  | 2007年12月     | 2007年12月21日 | 2011年10月29日 | 2012年5月16日  | 2012年4月      | 大使     | 特命全权大使 |                |
| 关键   | 2011年10月29日 | 2012年5月16日  | 2012年5月18日  | 2012年5月31日  | 2015年7月1日   | 2015年11月3日  | 2015年5月8日   | 大使     | 特命全权大使 |                |
| 夏煌   | 2015年7月1日   | 2015年11月3日  | 2015年10月28日 | 2015年11月18日 | 2017年12月27日 | 2018年5月4日   | 2018年3月      | 大使     | 特命全权大使 |                |
| 马福林 | 2017年12月27日 | 2018年5月4日   | 2018年4月6日   | 2018年4月9日   |                | 2023年10月20日 | 2023年8月      | 大使     | 特命全权大使 |                |
| 李岩   |                | 2023年10月20日 | 2023年9月25日  | 2023年9月27日  | 不適用         | 不適用         | 2025年2月27日  | 大使     | 特命全权大使 | 任内在北京去世 |
| 安青   |                | 2025年7月11日  | 2025年6月29日  | 2025年7月4日   | 现任           |                |                | 大使     | 特命全权大使 |                |

### 附：中華民國駐剛果共和國代表（1995年－1997年）
1995年8月15日，設立中華民國駐剛果共和國代表團。1997年9月12日關閉。
| 姓名   | 任命          | 到任 | 免职 | 离任 | 外交衔级 | 外交职务 | 备注 | 备注 |
| ------ | ------------- | ---- | ---- | ---- | -------- | -------- | ---- | ---- |
| 陳景濤 | 1995年8月21日 |      |      |      | 代表     | 秘書     |      |      |